# لاميتشا جيرما
لاميتشا جيرما (مواليد 26 نوفمبر 2000) هو عداء أثيوبي متخصص في سباقات 3000 متر موانع.